# Халеви, Беньямин

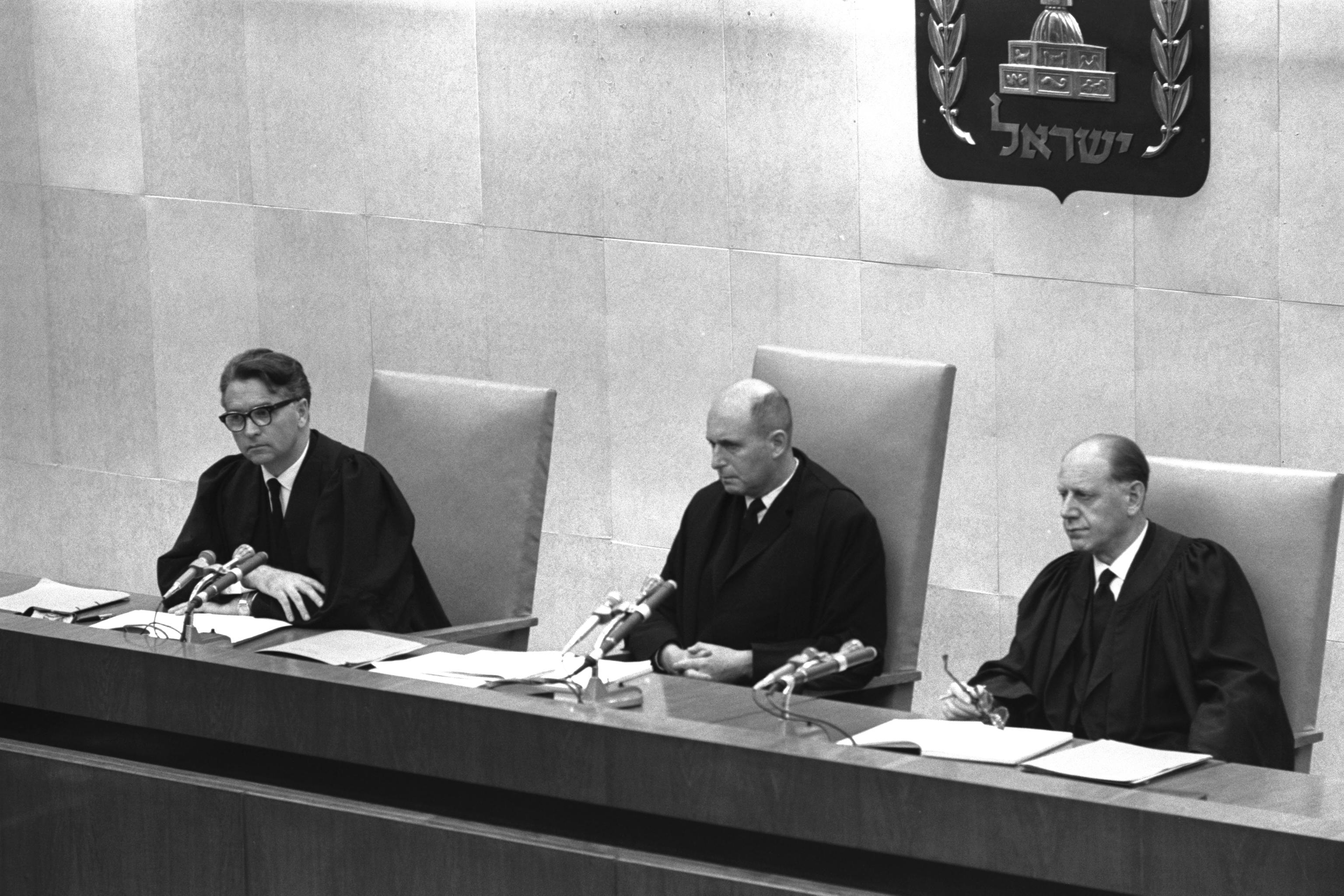
Судьи на процессе Эйхмана (слева направо: Халеви, Моше Ландау, Ицхак Раве

Беньямин Халеви (ивр. בנימין הלוי‎, фамилия при рождении Леви, нем. Levi; 6 мая 1910, Вайсенфельс, Германия — 7 августа 1996) — израильский юрист и политик, доктор юридических наук. Участник ключевых судебных процессов 1950-х и 1960-х годов (процесс Кастнера, суд над виновниками массового убийства в Кафр-Касеме, процесс Эйхмана), в 1963—1969 годах член Верховного суда Израиля. Впоследствии депутат кнессета (в кнессете 7-8 созывов от блока ГАХАЛ и «Ликуда», в кнессете 9-го созыва от блока ДАШ). Заместитель спикера в кнессете 9-го созыва.

## Биография
Родился в 1910 году в Вайсенфельсе в семье Германа (Цви) Леви и Вали Леви (урожд. Зелинг). Получил юридическое образование во Фрайбургском, Гёттингенском и Берлинском университетах, в последнем получив степень доктора юридических наук.
В 1933 году иммигрировал в Палестину, где присоединился к кибуцу Дгания, где провёл два года. Работал юристом в «Компании по освоению земель», проходил практику в адвокатских конторах Мордехая Элиаша и Ицхака Ольшана. В 1936 году женился на Хемде (Любе) Зиман; в этом браке родились двое детей — Хай и Офра.
Пройдя нострификацию, в 1938 получил адвокатскую лицензию, но проработал адвокатом лишь несколько месяцев. В том же году британскими властями назначен на пост мирового судьи в Иерусалиме. На этом посту Халеви оставался до июля 1948 года, когда был назначен Временным правительством Израиля на должность председателя Иерусалимского окружного суда. Долгое время выполнял обязанности судьи Верховного суда Израиля, а в 1963 году получил этот пост официально. Оставался членом Верховного суда до 1969 года.
В качестве судьи Халеви вёл некоторые из числа наиболее громких процессов в истории Израиля. Среди них суд над участниками подпольной организации «Царство Израиля» («Црифинское подполье»), процесс Кастнера, суд над обвиняемыми в массовом убийстве в Кафр-Касеме и процесс Эйхмана. В ходе процесса 1953 года о клевете, где истцом выступал Рудольф Кастнер, окружной судья Халеви уделил особое внимание его роли и роли руководства еврейского ишува в гибели евреев Венгрии, по сути дела превратив истца в обвиняемого (впоследствии его решение было пересмотрено Верховным судом). В своём приговоре по делу о массовом убийстве в Кафр-Касеме Халеви стал первым законоведом в Израиле, применившим термин «заведомо незаконный приказ». В ходе процесса над Эйхманом Халеви, как председатель окружного суда, планировал назначить сам себя председательствующим судьёй, но по настоянию Ицхака Ольшана председателем был назначен судья Верховного суда Моше Ландау; Халеви назначил двух остальных судей — себя и Ицхака Раве.
Незадолго до выборов в кнессет 7-го созыва Халеви подал в отставку с поста судьи Верховного суда и присоединился к предвыборному списку оппозиционного правоцентристского блока ГАХАЛ (впоследствии «Ликуд». Он был избран в кнессет, где входил в законодательную комиссию и комиссию по иностранным делам и безопасности, а также возглавлял подкомиссию по Основным законам. В составе «Ликуда» Халеви был избран и в следующий состав кнессета, где занимал те же посты. В 1973 году он вышел из состава фракции «Ликуда», образовав одномандатную фракцию.
За несколько месяцев до выборов в кнессет 9-го созыва подал в отставку с депутатского поста, чтобы вступить в «Демократическое движение за перемены (ДАШ)», от которого и был избран в свой третий состав кнессета. В кнессете 9-го созыва получил должность вице-спикера. После раскола в ДАШ Халеви состоял во фракции «Демократическое движение», а затем покинул и её, вновь сформировав одномандатную фракцию.
Скончался в 1996 году.